# Historia de la Fiesta Junina

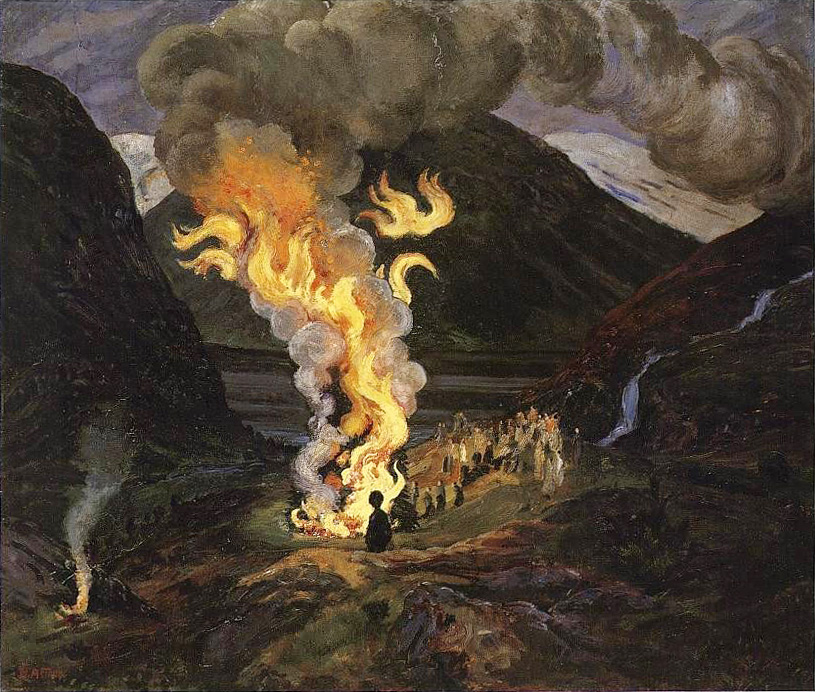
El fuego de San Juan, 1912, ilustra la celebración en Noruega de la fiesta de San Juan, también llamada Festa Junina, que tenía como principal tradición pagana las hogueras para celebrar el solsticio de verano, así como un atributo al predicador San Juan Bautista, que posteriormente se convirtió en una costumbre de la Festa Junina.

La historia de la Fiesta Junina o la historia de la Fiesta de San Juan, se remonta al origen de la celebración india que se da en varios países, y que históricamente se relaciona con la fiesta dudana del santo del verano (en el hemisferio norte) e invierno (en el hemisferio sur), que se celebra el 24 de junio, según el calendario juliano (pre-gregoriano).

La fiesta que se originó en la Edad Media en la celebración de los llamados Santos Populares (San  Antonio, San Pedro y San Juan).[cita requerida] Además de San Juan, que se celebra el 24, los otros son San Pedro (el 29) y San Antonio (el 13). En Portugal, las fiestas de los tres marcan el inicio de las fiestas católicas en todo el país.